# Ґреґ Берджесс
Ґреґ Берджесс (англ. Greg Burgess, 11 січня 1972) — американський плавець.
Призер Олімпійських Ігор 1992 року, учасник 1996 року.
Призер Чемпіонату світу з водних видів спорту 1994 року.
Переможець Пантихоокеанського чемпіонату з плавання 1993 року.
Переможець Панамериканських ігор 1995 року.
Переможець літньої Універсіади 1991 року.